# Аджич, Василие
Васи́лие А́джич (черног. Vasilije Adžić; род. 12 мая 2006, Никшич) — черногорский футболист, полузащитник клуба «Ювентус» и сборной Черногории.

## Клубная карьера
Аджич — воспитанник клуба «Будучност». 28 августа 2022 года в матче против тиватского «Арсенала» он дебютировал в чемпионате Черногории. В этом же поединке Василие забил свой дебютный гол за «Будучност».